# .41 Short
O .41 Rimfire Cartridge ou mais popularmente .41 Short ou ainda .41-100, foi um cartucho de fogo circular metálico americano foi introduzido pela primeira vez pela National Arms Company em 1863. Na maioria das designações numéricas como a .41-100, o segundo número se refere à carga de pólvora, embora neste caso signifique "41 centésimos de polegada".

## Visão geral
O .41 Short foi criado com a intenção de ser usado em um derringer pequeno e de tiro único, o que provavelmente é a razão para a balística muito baixa (a maioria dos derringers eram e são compartimentados para cartuchos que não foram originalmente concebidos para serem usados em uma arma tão pequena). A Remington Arms começou a produzir seu famoso Remington Model 95 derringer com dois canos sobrepostos com câmara para o cartucho .41 Rimfire em 1866.
Em 1873, o ligeiramente mais potente .41 Long foi introduzido no revólver de bolso Colt New Line.

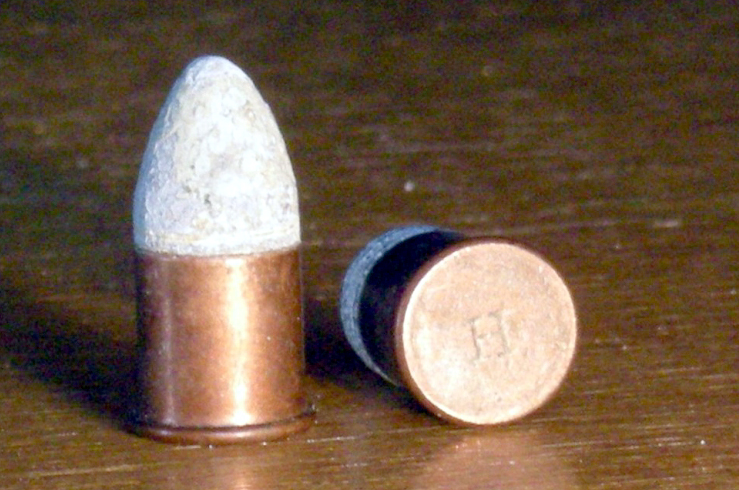
O cartucho .41 Short.

## Desempenho
De acordo com o livro "Cartridges of the World", o .41 Rimfire consistia de uma bala de chumbo de 130 grãos (8,42 gramas) impulsionada por 13 grãos (0,842 gramas) de pólvora negra em sua carga original. O cartucho produzia uma velocidade de saída de 425 pés por segundo (130 m/s) gerando 52 libras-pé (71 j) de energia na boca do cano. No entanto, mais recentemente o escritor sobre armas de fogo Holt Bodinson contestou essas descobertas. Ele afirma que seus testes mostraram que a bala de 130 grãos viajava a 685 pés por segundo (209 m/s), portanto, produzindo 111 libras-pé (150 j) de energia - uma diferença significativa na energia balística dos testes anteriores. A diferença nas descobertas pode potencialmente ser atribuída a variâncias na munição específica disparada ou equipamentos de medição usados.

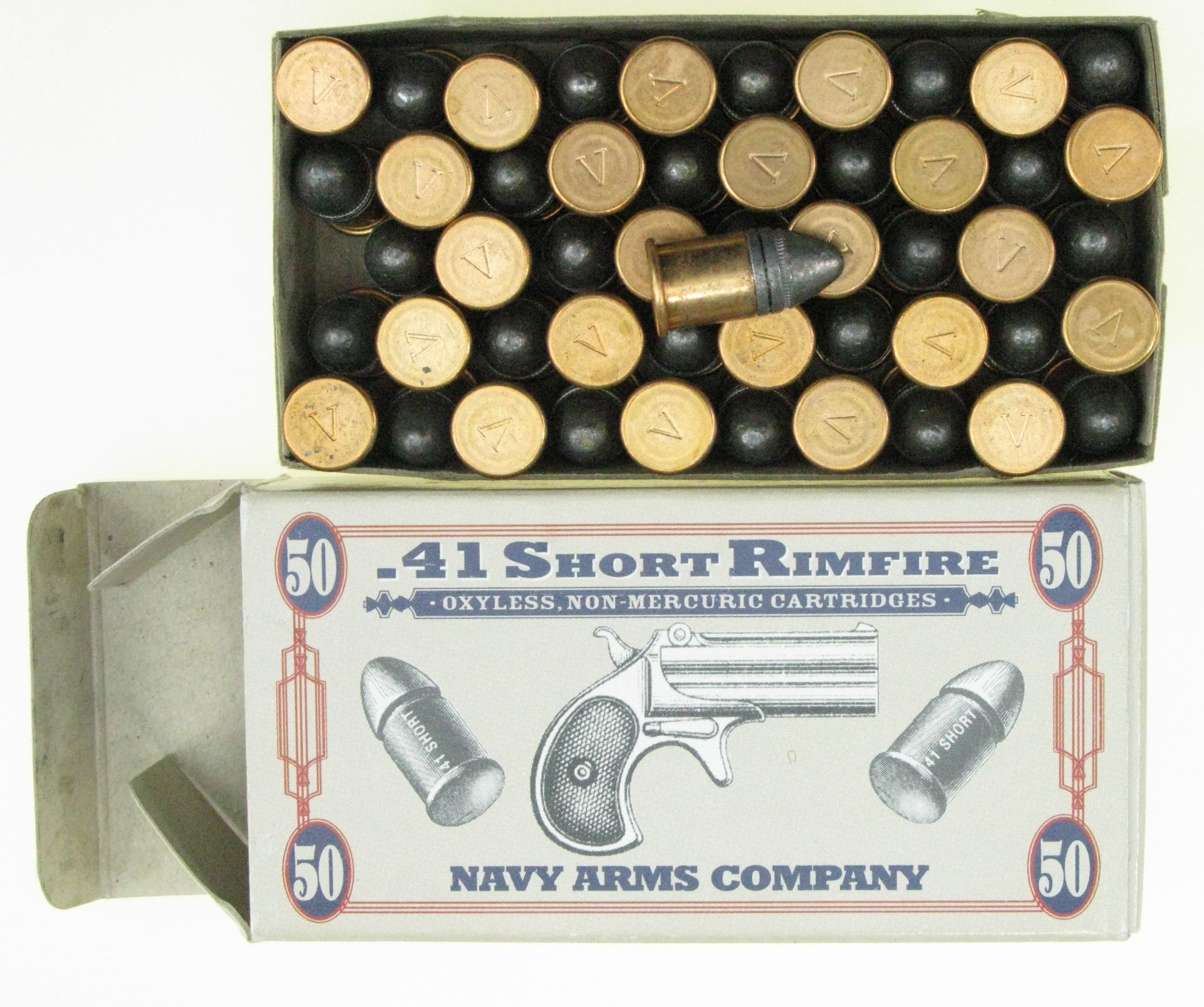
Caixa de cartuchos .41 Short Rimfire.

Além disso, no artigo da revista Guns "Henry Dringer's Pistol" por John E. Parsons, há um teste interessante para ser lido. Com o clássico Deringer com canos duplos de 3 polegadas, dois tipos de cartuchos foram utilizados: o velho "Western Lubaloy" amarelo-e-azul, e um novo lote de "cartuchos brasileiros", comissionado pelos braços da Marinha; Ambos com a Bala normal de 130 gr. A 10 pés, ambas as balas passaram por uma lista telefônica molhada de 5 polegadas, também passaram por um pedaço de pinheiro de 3/4 de polegadas. A velocidade foi medida a 10 pés da boca do cano com um cronógrafo profissional PACT. Os "Western Lubaloys" obtiveram em média 532 FPS, equivalente a 82 lb/sqf. Os mais modernos adotados pela Marinha, obtiveram 621 fps, ou para 111 lb/sqf.

## Dimensões

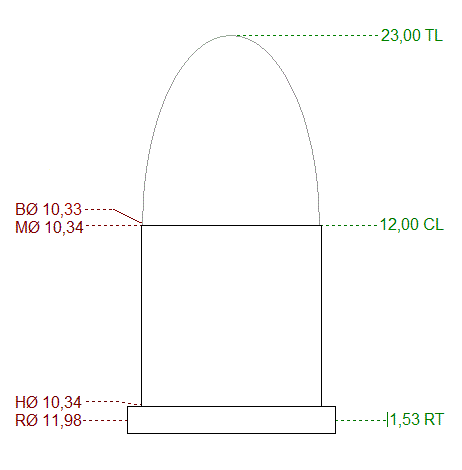